# 獨愚子墓
獨愚子墓位於四川省廣安市廣安區，文物遺址年代判定為1933年。2012年7月16日公佈為第八批四川省文物保護單位。
獨愚子，為民國時期廣安縣地方知名紳士。獨愚子墓位於四川省廣安市廣安區觀塘鎮蓮花村l組小寨門的一處陡峭崖壁上，整體佈局呈長方形，左右置長聯，從上至下第一層為一匾題“獨愚子藏骨處”，款“劉郁周題”。第二層正中為基主夫婦二人的圓雕刻坐像，左為男，身著長袍腳著靴，面容慈祥，右為女，坐像端莊、文雅；坐像左右各開鑿一崖墓，分別埋葬男女主人，墓向南，墓門呈正方形，從西至東依次編號為Ml-M2。墓柱上施聯：“仁心雖未口，口氣競長存”，墓中柱分別有“唐靜修題記”與“口口口題記”各一幅；Ml右與M2左均有一則題刻，Ml右面題刻為“獨愚婚小像自題”，款“江口口害”，Ml左面題刻為“貓愚子小像自題”，款“近展口害”。第三層為各界名人“獨愚子藏骨處”自敘的大幅題刻。墓之前2米有弧形拜台。該墓對於研究當時的歷史史事具有重要意義。2011年，獨愚子墓被廣安市人民政府公佈為市級文物保護單位。